# Soda : Un trop long week-end
Pour plus de détails, voir Fiche technique et Distribution.
Soda : Un trop long week-end est un téléfilm français réalisé par Jean-Michel Ben Soussan, diffusé en 2014 sur M6. Il est le premier des deux téléfilms annoncés pour conclure la série télévisée Soda.

## Synopsis
Adam Fontella réclame un appartement à ses parents pour emménager avec Slimane et Ludovic. Elizabeth refuse mais Michel lui dit que s'il obtient une promotion, il signera la caution de son futur appartement. Au lieu d'aller au lycée, Adam va voir Juliette qui lui réserve une surprise : ils vont emménager ensemble, celle-ci ignorant que c'était prévu qu'il s'installe avec ses amis. Pendant ce temps, Michel demande à son patron, Jean-Jérôme Juhel, qui est le père de Juliette, s'il pourrait être promu. Celui-ci refuse, mais en apprenant que sa fille va emménager avec le fils d'un de ses employés, il invite la famille Fontella dans sa villa pour signer la caution, et peut-être accepter la promotion demandée par Michel.
La famille se rend à la villa, et, au grand malheur de Michel, Gisèle, sa belle-mère était arrivée à la villa bien avant eux (Michel ayant fait croire à sa femme que Gisèle a eu un empêchement, donc elle ne pourrait pas venir). La famille fait la connaissance d'Isabelle Juhel (la femme de Jean-Jérôme) et de leur fils Roméo, qui est attiré par Ève, mais celle-ci l'envoie toujours bouler. À l'heure du déjeuner, Donatienne Juhel (la mère de Jean-Jérôme) arrive dans la salle à manger. En la voyant, Gisèle s'est tout de suite mise à la détester et à lui lancer des petites piques. Mais au moment de lever un toast, Donatienne annonça qu'Adam et Juliette se marieront demain (Adam et sa famille n'étant pas vraiment d'accord).
De leur côté, Slim et Ludo, étant inquiets du fait qu'Adam n'est pas venu en heure de colle avec eux, questionnent l'agent immobilier qui était censé leur louer l'appartement et celui-ci leur dit qu'un jeune couple (mais il ne précise pas qu'il s'agit d'Adam et Juliette) doit y emménager. Ensuite, ils entrent dans l'appartement des Fontella pour trouver des preuves. Rien qu'avec des soutien-gorge, Slimane a pu deviner qu'ils se sont faits beaux, donc sont allés à un banquet ou une fête. Plus tard, ils rencontrent Stéphanie qui leur dit qu'elle est invitée au mariage d'Adam et Juliette. Slim et Ludo, voulant des explications, veulent aller au mariage. Mais il y a un problème : aucun des trois n'a une voiture, et la villa n'est pas à deux pas de chez eux. En entendant leur conversation, Patrick leur dit qu'il y a moyen de se procurer une voiture.
Le soir, Slim, Ludo et Patrick rentrent chez Mme Vergneaux pendant son sommeil. Ils lui volent ses clés, font démarrer la voiture, mais Mme Vergneaux se réveille, prend son fusil et le pointe sur Patrick. Quand tout à coup, Uskur et Stéphanie débarquent et celui-ci lui assène un gros coup de kebab sur la tête. Mme Vergneaux s'évanouit et ils la rangent dans le coffre de la voiture avec son fusil (on se demande où est l'utilité, si ce n'est que de se faire tirer dessus une fois réveillée) avant de prendre la route.
À la villa, il y a une cérémonie. Gisèle met une pilule dans le champagne de Donatienne et celle-ci se met à délirer. Malika, invitée au mariage, drague les hommes invités, mais la majorité a au moins 85 ans. Les amis d'Adam débarquent dans la salle et se disputent avec Juliette. Adam doit choisir entre vivre avec Juliette ou vivre en colocation avec ses amis. Partagé entre deux groupes, Adam s'isole dans le parc. Juliette et ses amis viennent le rejoindre. Tout d'un coup, le coffre de la voiture s'ouvre et Vergneaux en sort en chaussettes et pyjama. Puis, elle prend son fusil et entre dans la villa. Adam, Juliette, Stéphanie, Slim et Ludo rentrent dans la salle. Au moment où Adam devrait demander à Juliette de l'épouser, il annonce devant tout le monde qu'il ne l'épousera pas, qu'il n'habitera ni avec elle, ni avec ses amis, mais restera encore quelque temps avec ses parents. Mme Vergneaux entre tout à coup dans la salle avec son fusil, Patrick s'enfuit et elle le poursuit. Pour finir, Ève va s'excuser auprès de Roméo pour avoir été dure avec lui, juste avant de l'embrasser.

## Fiche technique
- Titre : Soda : Un trop long week-end
- Réalisation : Jean-Michel Ben Soussan
- Scénario : Kev Adams, Frank Bellocq, Jean-Luc Cano, Oranne Dutoit, Gaël Leforestier, Julien Leimdorfer et David Soussan
- Direction artistique : Frank Bellocq
- Décors : Rob Whittle
- Costumes : Claire Tong
- Photographie : Benjamin Louet
- Montage : Antoine Moreau
- Production : Elisa Soussan
  - Production déléguée : Jean-Yves Robin et Pierre Robert
- Sociétés de production : CALT et Adams Family
- Pays d'origine : France
- Langue originale : français
- Genre : comédie
- Durée : 78 minutes
- Dates de diffusion :
  -  France : 29 décembre 2014[1]

## Distribution
- Kev Adams : Adam Fontella
- Guy Lecluyse : Michel Fontella
- Laurence Oltuski : Élisabeth « Babeth » Fontella
- Syrielle Mejias : Ève « Chucky » Fontella
- William Lebghil : Slimane « Slim » Elboughi
- Gaël Cottat : Ludovic « Ludo » Drancourt
- Jéromine Chasseriaud : Juliette Juhel
- Nicolas Marié : Jean-Jérôme Juhel
- Florence Darel : Isabelle Juhel
- Monique Martial : Donatienne Juhel
- Valentin du Peuty : Roméo Juhel
- Stéphane Plaza : lui-même/l'agent immobilier
- Dominique Frot : Solange Vergneaux
- Alika Del Sol : Malika Elboughi
- Frank Bellocq : Patrick
- Chantal Garrigues : Gisèle Favrot
- John Eledjam : Uskur
- Louise Blachère : Stéphanie « Stéph, le Cafard » Bouvier

## Production

### Développement
Le 12 mars 2014, Kev Adams annonce au micro d’Europe 1 l’arrêt de Soda, déclarant : « Malheureusement, Soda va se terminer. On grandit tous. En ce moment, la série bat des records d’audience tous les week-ends. Je pense qu’il faut arrêter quand les gens sont contents de te voir et pas quand ils en ont marre. En ce moment, on me voit beaucoup, donc j’ai peur que cela arrive bientôt. ». Cependant, il révèle qu'il y aura des téléfilms en extérieur afin de conclure la série.
Le 10 octobre 2014, le nom du téléfilm est révélé : Soda : Un trop long week-end ; il est le premier des deux téléfilms annoncés pour conclure Soda.

### Diffusion
Le 15 octobre 2014, une avant-première du téléfilm a eu lieu au cinéma, uniquement à Paris.
Le 9 décembre 2014, il est annoncé que le téléfilm sera diffusé le 29 décembre 2014, sur M6.
Le 31 août 2016, pour la fin des grandes vacances, le téléfilm est diffusé sur W9.

## Audience
Lors de sa diffusion le 29 décembre 2014 sur M6, Un trop long week-end réalise la meilleure audience en première partie de soirée pour la fiction française depuis 2012 sur la chaîne. Le téléfilm réalise une part d'audience de 16,2% sur l'ensemble du public et arrive en tête sur les moins de 50 ans avec 29%, rassemblant 4,37 millions de téléspectateurs.